# Coppa Nordamericana di skeleton 2015
La Coppa Nordamericana di skeleton 2015 è stata la quindicesima edizione del circuito continentale nordamericano di skeleton, manifestazione organizzata dalla Federazione Internazionale di Bob e Skeleton; è iniziata il 13 novembre 2014 a Park City, negli Stati Uniti, e si è conclusa il 25 gennaio 2015 a Calgary, in Canada. Vennero disputate sedici gare: otto per le donne e altrettante per gli uomini in tre differenti località.
Vincitori dei trofei, conferiti agli atleti classificatisi per primi nel circuito, sono stati la canadese Mirela Rahneva nel singolo femminile e lo statunitense Trent Kraychir in quello maschile.

## Calendario
| Località  | Data                | Donne | Uomini |
| --------- | ------------------- | ----- | ------ |
| Park City | 13–14 novembre 2014 | ●●    | ●●     |
| Calgary   | 21–22 novembre 2014 | ●●    | ●●     |
| Whistler  | 16–17 gennaio 2015  | ●●    | ●●     |
| Calgary   | 24–25 gennaio 2015  | ●●    | ●●     |
| Totale    | Totale              | 8     | 8      |

## Risultati

### Donne
| Data             | Località  | Prime classificate           | Seconde classificate       | Terze classificate         |
| ---------------- | --------- | ---------------------------- | -------------------------- | -------------------------- |
| 13 novembre 2014 | Park City | Jaclyn LaBerge Canada        | Jaclyn Narracott Australia | Morgan Tracey Stati Uniti  |
| 14 novembre 2014 | Park City | Mirela Rahneva Canada        | Jaclyn LaBerge Canada      | Morgan Tracey Stati Uniti  |
| 21 novembre 2014 | Calgary   | Madison Charney Canada       | Lauren Salter Stati Uniti  | Grace Dafoe Canada         |
| 22 novembre 2014 | Calgary   | Mirela Rahneva Canada        | Lauren Salter Stati Uniti  | Jaclyn Narracott Australia |
| 16 gennaio 2015  | Whistler  | Samantha Culiver Stati Uniti | Lauren Salter Stati Uniti  | Grace Dafoe Canada         |
| 17 gennaio 2015  | Whistler  | Mirela Rahneva Canada        | Lauren Salter Stati Uniti  | Grace Dafoe Canada         |
| 24 gennaio 2015  | Calgary   | Grace Dafoe Canada           | Mirela Rahneva Canada      | Lauren Salter Stati Uniti  |
| 25 gennaio 2015  | Calgary   | Mirela Rahneva Canada        | Caitlin Carter Stati Uniti | Lauren Salter Stati Uniti  |

### Uomini
| Data             | Località  | Primi classificati         | Secondi classificati       | Terzi classificati         |
| ---------------- | --------- | -------------------------- | -------------------------- | -------------------------- |
| 13 novembre 2014 | Park City | John Farrow Australia      | Kevin Boyer Canada         | Austin McCrary Stati Uniti |
| 14 novembre 2014 | Park City | John Farrow Australia      | Trent Kraychir Stati Uniti | Kevin Boyer Canada         |
| 21 novembre 2014 | Calgary   | John Farrow Australia      | Trent Kraychir Stati Uniti | Kevin Boyer Canada         |
| 22 novembre 2014 | Calgary   | John Farrow Australia      | Mike Rogals Stati Uniti    | Sean Greenwood Irlanda     |
| 16 gennaio 2015  | Whistler  | Trent Kraychir Stati Uniti | Austin McCrary Stati Uniti | Alexander Hanssen Canada   |
| 17 gennaio 2015  | Whistler  | Austin McCrary Stati Uniti | West Sharkey Canada        | Linus Ottosson Svezia      |
| 24 gennaio 2015  | Calgary   | Mike Rogals Stati Uniti    | Alexander Hanssen Canada   | Trent Kraychir Stati Uniti |
| 25 gennaio 2015  | Calgary   | Mike Rogals Stati Uniti    | Trent Kraychir Stati Uniti | John Worden Canada         |

## Classifiche

### Donne
| Pos. | Atleta            | Nazione                 | PKC-1 | PKC-2 | CAL-1 | CAL-2 | WHI-1 | WHI-2 | CAL-3 | CAL-4 | Totale |
| ---- | ----------------- | ----------------------- | ----- | ----- | ----- | ----- | ----- | ----- | ----- | ----- | ------ |
| 1    | Mirela Rahneva    | Canada                  | 6     | 1     | 8     | 1     | 4     | 1     | 2     | 1     | 436    |
| 2    | Lauren Salter     | Stati Uniti             | 4     | 5     | 2     | 2     | 2     | 2     | 3     | 3     | 411    |
| 3    | Grace Dafoe       | Canada                  | 10    | 10    | 3     | 4     | 3     | 3     | 1     | 4     | 350    |
| 4    | Caitlin Carter    | Stati Uniti             | 5     | 8     | 5     | 5     | 5     | 5     | 5     | 2     | 307    |
| 5    | Samantha Culiver  | Stati Uniti             | 7     | 8     | 7     | 6     | 1     | 4     | 6     | 9     | 296    |
| 6    | Morgan Tracey     | Stati Uniti             | 3     | 3     | 9     | 8     | -     | -     | 4     | 5     | 275    |
| 7    | Jaclyin Narracott | Australia               | 2     | 4     | 4     | 3     | -     | -     | -     | -     | 220    |
| 8    | Tiana Broen       | Canada                  | 11    | 11    | 11    | 10    | -     | -     | 9     | 8     | 192    |
| 9    | Mun Ra-young      | Corea del Sud           | 9     | 7     | 6     | 7     | 6     | 6     | -     | -     | 142    |
| 10   | Katie Tannenbaum  | Isole Vergini Americane | 8     | 6     | 10    | 9     | -     | -     | -     | -     | 140    |

### Uomini
| Pos. | Atleta            | Nazione       | PKC-1 | PKC-2 | CAL-1 | CAL-2 | WHI-1 | WHI-2 | CAL-3 | CAL-4 | Totale |
| ---- | ----------------- | ------------- | ----- | ----- | ----- | ----- | ----- | ----- | ----- | ----- | ------ |
| 1    | Trent Kraychir    | Stati Uniti   | 4     | 2     | 2     | 5     | 1     | 9     | 3     | 2     | 454    |
| 2    | Mike Rogals       | Stati Uniti   | 9     | 6     | 4     | 2     | -     | -     | 1     | 1     | 339    |
| 3    | Austin McCrary    | Stati Uniti   | 3     | 4     | 6     | 11    | 2     | 1     | -     | -     | 315    |
| 4    | John Farrow       | Australia     | 1     | 1     | 1     | 1     | -     | -     | -     | -     | 300    |
| 5    | Alexander Hanssen | Canada        | -     | -     | 5     | 7     | 3     | 8     | 2     | 4     | 289    |
| 6    | Taylor Purdy      | Canada        | 12    | 12    | -     | -     | 4     | 7     | 5     | 5     | 234    |
| 7    | Kevin Boyer       | Corea del Sud | 2     | 3     | 3     | 4     | -     | -     | -     | -     | 225    |
| 8    | Kevin McGlade     | Stati Uniti   | -     | -     | -     | -     | 7     | 4     | 4     | 6     | 178    |
| 9    | West Sharkey      | Canada        | -     | -     | -     | -     | 8     | 2     | 7     | 8     | 175    |
| 10   | Linus Ottosson    | Svezia        | 10    | 8     | -     | -     | 5     | 3     | -     | -     | 168    |